# Kungariket Frankrike (1791–1792)
Kungariket Frankrike (franska: Royaume de France), var en kortlivad konstitutionell monarki som styrde Frankrike från 3 september 1791 till den 21 september 1792. De jure, Kungariket Frankrike upplöstes officiellt 1814, efter restaurationen och när Ludvig XVIII blev De facto härskare över Kungariket Frankrike. 
Statsbildningen byggde på den konstitution som nationalförsamlingen antog den 3 september 1791. 
Ludvig XVI (tidigare "Kung av Frankrike") regerade som kung från statens grundande fram till dess upplösning. Från 1792 regerade Ludvig XVII, son till Ludvig XVI, som De jure och titulärkung tills 1795. Kungariket Frankrike var Frankrikes första konstitutionella monarki. Innan dess var Frankrike en absolut monarki. 
Den lagstiftande församlingen suspenderade monarkin den 11 augusti, dagen efter stormningen av Tuilerierna. Den lagstiftande församlingen försatte monarkins öde i händerna på den nationella konstituerande församlingen (vald genom allmän manlig rösträtt). Den nyss valda nationella konstituerande församlingen avskaffade monarkin den 21 september 1792, som avslutade Huset Bourbon 203 år långa styre av Frankrike. 
Huset Bourbon skulle inte styra Frankrike De facto igen förrän 1814, då Ludvig XVIII, bror till Ludvig XVI och farbror till Ludvig XVII, skulle återta makten i restaureringen av monarkin.